# Chamblay
Chamblay là một xã của tỉnh Jura, thuộc vùng Bourgogne-Franche-Comté, miền đông nước Pháp.
Chamblay là một ngôi làng hẻo lánh nằm gần Besançon và Dole. Ngoài ra nó cũng nằm gần với biên giới của Thụy Sĩ.
Những lâu đài Clairvans đã đánh dấu một bước ngoặt lớn tại Chamblay. Bây giờ nơi đây là những khách sạn do Emine Karam phục hồi lại trong những năm 1920.